# 利斯堡 (維珍尼亞州)
利斯堡（英語：Leesburg）是美国弗吉尼亚州劳登县县治，位于首都華盛頓西北33英里处，临近波多马克河，1740年左右建成。1812年战争期间，为美国政府临时所在地。2016年，人口52,607人。